# Партала, Станислав Юрьевич
Станисла́в Ю́рьевич Парта́ла (укр. Станіслав Юрійович Партала, позывной — Метро; 5 октября 1984, Харьков — 2 марта 2022, Мариуполь) — украинский военнослужащий, лейтенант бригады «Азов», участник российско-украинской войны. Герой Украины (посмертно).

## Биография
Родился 5 октября 1984 года в Харькове.
На ноябрь 2016 года сержант Станислав Партала был старшим инструктором (заместителем командира взвода) 1-го отделения взвода разведки 1-го батальона оперативного назначения ОЗСП «Азов».
Во время выполнения боевого задания вблизи села Павлополь — проведение специальной операции по поиску и эвакуации одного из погибших солдат «Азова», Станислав Партала с группой разведчиков и сапёров, предпринял попытку забрать тело боевого собрата. Во время эвакуации двигавшиеся впереди сапёры взорвались на взрывном устройстве, два из них получили ранения. Группу начали обстреливать сепаратисты, однако сержанту удалось вывести группу, эвакуировать двух раненых сапёров и вынести тело погибшего.
Потом, уже в военном звании старшины, Станислав Партала отличился в районе населенного пункта Зайцево, где под его руководством взводом было вовремя подмечено скрытое продвижение вражеской диверсионно-разведывательной группы из пяти человек, приближавшейся к позициям батальонной тактической группы «Азова», по ним был вовремя открыт огонь, в результате чего четыре сепаратисты были убиты, один — взят в плен.
За годы на передовой Станислав провёл сотни боевых операций, научил военному делу множество сослуживцев. Будучи командиром взвода разведки принадлежал к элите боевых подразделений Национальной гвардии Украины.
27 февраля 2022 года в составе группы ОЗСП «Азов» участвовал в боях в акватории Азовского моря. 2 марта 2022 года Станислав во время боя в районе посёлка Калиновки получил тяжёлое ранение. К сожалению, медикам не удалось спасти ему жизнь.

## Награды
- Звание «Герой Украины» с удостоением ордена «Золотая Звезда» (2022, посмертно) — за личное мужество и героизм, проявленные в защите государственного суверенитета и территориальной целостности Украины, верность военной присяге[5].

- Орден «За мужество» II степени (2020) — за личное мужество, проявленное в защите государственного суверенитета и территориальной целостности Украины, самоотверженное служение Украинскому народу.

- Орден «За мужество» III степени (2016) — за личное мужество и самоотверженные действия, проявленные в защите государственного суверенитета и территориальной целостности Украины, верность военной присяге.

- Орден «Народный Герой Украины» (2017)[6].

## Память
- 29 декабря 2023 года городской совет Харькова принял решение о переименовании в честь Станислава Парталы улицу в Шевченковском районе города (ранее улица Милия Балакирева)[7].

- Станиславу Партале была установлена мемориальная доска, 18 августа 2023, на фасаде здания Харьковской гимназии № 111[8].